# Anders Frisk
Anders Frisk (Gotemburgo, 18 de fevereiro de 1963) é um ex-árbitro de futebol sueco, que também trabalhava como agente de seguros. Frisk resolveu sair mais cedo do quadro de arbitragem da FIFA devido a ameaças de morte feitas contra ele e contra sua família. Estas ameaças foram feitas por torcedores do Chelsea FC, conhecidos como Blues, porque ele expulsou o marfinense Didier Drogba na primeira partida das oitavas-de-final da Liga dos Campeões da Europa de 2005 disputada contra o FC Barcelona. Ele é fluente em vários idiomas, incluindo sueco, inglês e alemão.

## Carreira
Ele começou sua trajetória como árbitro em 1978, chegando a apitar jogos da primeira divisão sueca em 1989 e recebendo o distintivo FIFA em 1991 Além de apitar, ele também foi laureado como embaixador para o Comitê Internacional da Cruz Vermelha, campanha que destaca a situação de crianças vítimas de genocídio. Ele viajou para Serra Leoa para verificar em primeira mão o trabalho do Comitê, declarando-se profundamente comovido com as cenas de famílias reunidas e com os relatos de crimes de guerra.

## 1991-1993
Em 1991 Frisk viajou para a Suíça para apitar jogos da fase final do Campeonato Europeu de Futebol Sub-16. Tornou-se um árbitro internacional FIFA com a idade de 28 anos. Seu primeiro jogo após receber o distintivo foi a partida entre Islândia e Turquia, ocorrida em 17 de julho de 1991. A partir de sua atuação neste torneio, tornou-se reconhecido em níveis de elite da UEFA e da FIFA.

## 1996
Foi escolhido para apitar no Eurocopa 1996 disputada na Inglaterra. Atuou no jogo entre Rússia e República Tcheca, disputado em Liverpool, que terminou no placar de 3 a 3.

## 1999
Frisk ficou de fora da Copa do Mundo FIFA de 1998, na França, devido a uma lesão nas costas. Recuperou-se a tempo de apitar a final da Copa das Confederações de 1999 entre Brasil e México, realizada no Estádio Azteca, que fica na Cidade do México.

## 2000
O destaque de sua carreira veio logo depois, quando foi escalado para apitar a final da Eurocopa 2000 entre França e Itália, no Estádio De Kuip, em Roterdã. Segundo seu próprio relato, sofreu com os arrepios, após a escalação para esta partida.

## 2002-2004
Após esta nomeação, Frisk permaneceu na vanguarda da arbitragem europeia. Ele apitou dois jogos na Copa do Mundo da Coreia do Sul e do Japão: uma partida entre Brasil e China, na fase de grupos; e uma partida das oitavas-de-final entre Irlanda e Espanha. O árbitro da final, Pierluigi Collina escreveu mais tarde em sua autobiografia que Frisk era o outro árbitro preparado para apitar a decisão. Neste mesmo ano, apitou ainda a partida de volta da semifinal da UEFA Champions League entre Chelsea e Monaco. Ele também apitou a semifinal da Euro 2004 entre Holanda e Portugal e foi o quarto-árbitro da decisão entre Portugal e Grécia, vencida pelos helênicos no tempo normal com um gol de Angelos Charisteas.
Em 15 de setembro de 2004, Frisk foi forçado a abandonar uma partida que apitava. O jogo contava com os oponentes AS Roma e Dínamo de Kiev, e era realizado no Stadio Olimpico, na fase de grupos da Liga dos Campeões da UEFA de 2004–05. Frisk saiu após ter sido atingido por uma moeda, atirada enquanto ele se dirigia para fora do campo de jogo, na hora do intervalo. Frisk sangrava muito e, por este motivo, dirigiu-se a um hospital próximo do estádio]]. A UEFA tomou providências imediatas: deu a vitória por 3 a 0 para o time ucraniano e ordenou que a Roma jogasse seus dois jogos seguintes como mandante com os portões fechados.

## 2005 – O Último Ano da Carreira
Em 12 de março, Frisk anunciou sua aposentadoria imediata, citando ameaças feitas à sua família. Duas semanas antes, ele havia sido severamente criticado pelos jogadores, managers e torcedores do Chelsea após expulsar o marfinense Didier Drogba na primeira partida das oitavas-de-final da Liga dos Campeões da Europa de 2005 disputada contra o FC Barcelona. O então técnico da equipe inglesa, José Mourinho, acusou publicamente o árbitro de ter convidado o técnico da equipe catalã, Frank Rijkaard, para uma conversa durante o jogo, ato contrário ao regulamento da UEFA.
A equipe inglesa cobrou a UEFA por conduta imprópria após a partida. Mourinho recebeu uma proibição de dois jogos, cumpridos na fase seguinte contra o Bayern de Munique, por sugerir que Rijkaard tivesse entrado no vestiário dos árbitros. Em 7 de abril de 2009, foi revelado que o diretor local da UEFA, Pascal Fratellia, tinha observado Rijkaard dizer “Olá!” para Frisk no túnel e, em seguida, tentar conversar com o árbitro sobre o jogo. Alegadamente Frisk lhe disse que "Este não é o lugar ou o momento para falar sobre o jogo" e deixou Rijkaard fora do recinto.
Em 19 de dezembro, Frisk recebeu o Prêmio Presidencial da FIFA como reconhecimento de uma carreira interrompida após ameaças de morte contra membros de sua família. Ele arbitrou 118 jogos internacionais durante a sua carreira de 18 anos.